# Aginor
Aginor är en karaktär i Robert Jordans fantasybokserie Sagan om Drakens återkomst. Han är en av de Förlorade, eller de Utvalda som de kallade sig själva. De Förlorade var 13 av de starkaste Aes Sedaierna, som under Sagans Ålder gick över till den Svarte efter att Lanfear skapat hålet in till dennes fängelse.
Aginor hette egentligen Ishar Marrad Chuain och var en av sin tids främsta vetenskapsmän. Han var framför allt inriktad på experiment med DNA och genförändringar men stoppades från fortsatt forskning efter att några djurexperiment gått alltför långt. Aginor var en av de allra starkaste av de Förlorade, hans enda övermän under Sagans Ålder skall ha varit Lews Therin Telamon och Ishamael. Aginors styrka låg dock i hans vetenskapliga sinne och i Skuggans tjänst skapade han varelser som trollocker och gholam. Han ledde själv aldrig några arméer men på grund av sina skapelser är han ansvarig för fler människors död än någon annan människa.
När Lews Therin Telamon och de Hundrades Brödraskap fängslade den Svarte igen låstes även de Förlorade in. Aginor fångades allra närmast öppningen tillsammans med Balthamel och där bevarades visserligen hans själ men hans kropp åldrades ohyggligt. När försvagningarna började släppa var han den första att bli fri och tillsammans med Balthamel begav han sig till Världens Öga där han dödade den Gröne Mannen, Someshta. Aginor dödades senare av Rand al'Thor.
Aginor anses allmänt ha återförts till livet i en ny kropp som gavs namnet Osan'gar. I denna skepnad skrev han in sig bland Asha'manerna som Corlan Dashiva. Han deltog senare i de Förlorades attack mot Rand al'Thor när denne försökte rena saidin. Under denna strid dödades han av Elza Sedai.